# Perukowiec
Perukowiec (Cotinus Mill.) – rodzaj roślin należący do rodziny nanerczowatych. Należą do niego w zależności od ujęcia i klasyfikacji wewnątrzrodzajowej: 3, 5 lub 7 gatunków. Zasięg rodzaju obejmuje środkową i południową część USA i północno-wschodnią część Meksyku, południową Europę na wschód od Francji oraz rozległe obszary w Azji od Turcji i Syrii, poprzez Kazachstan na północy i Iran, Pakistan, Nepal na południu, po południowe Chiny na wschodzie. Rosną zwykle na terenach skalistych.
Rośliny z tego rodzaju uprawiane są jako ozdobne, zwłaszcza perukowiec podolski C. coggygria (często w odmianie czerwonolistnej 'Purpureus'). Liście perukowców używane bywają w garbarstwie. Z pędów perukowca podolskiego uzyskuje się żółty barwnik, a z perukowca amerykańskiego C. obovatus – pomarańczowy.

## Morfologia

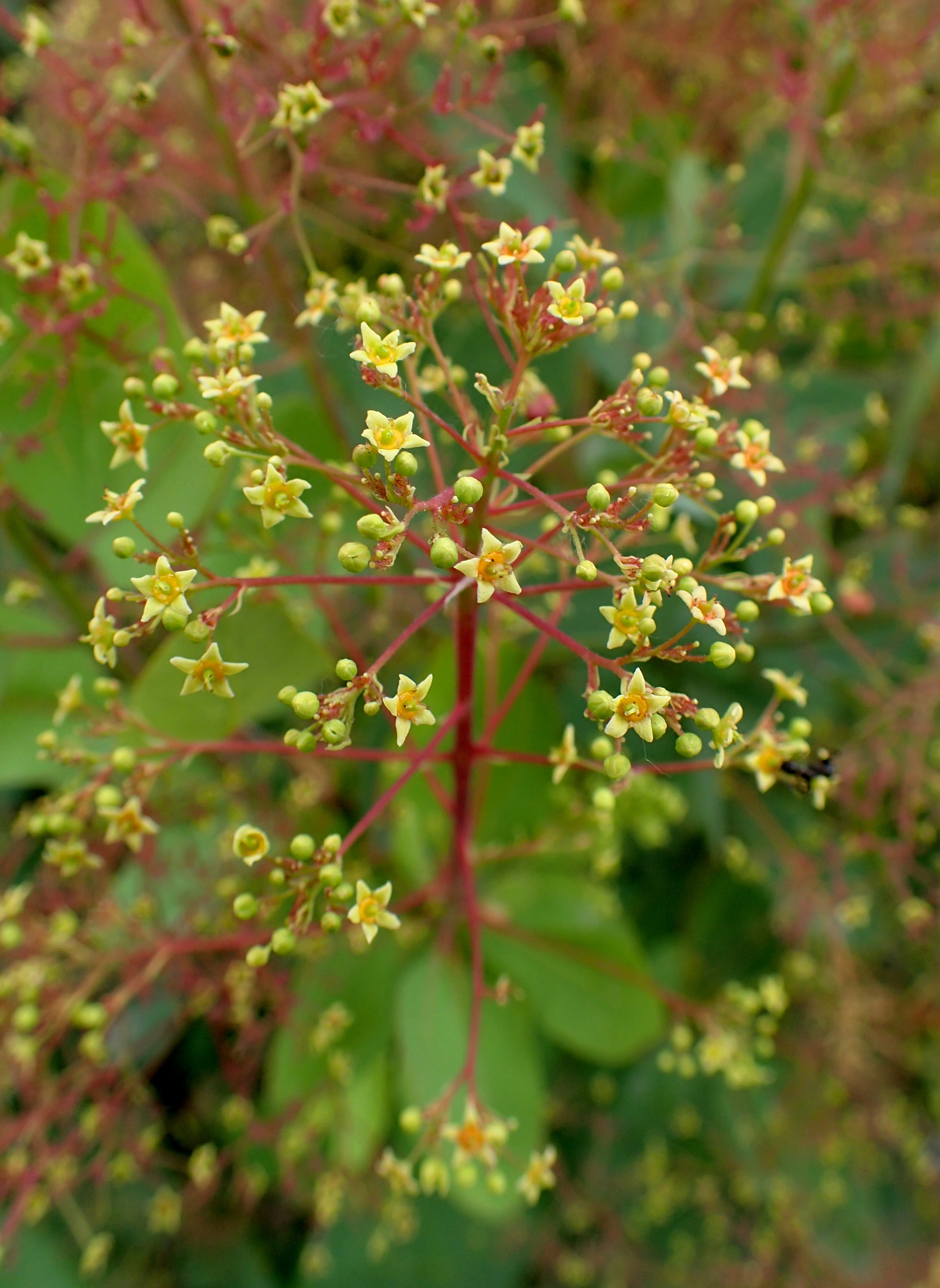
Kwiatostan perukowca podolskiego

PokrójKrzewy lub małe drzewa do 10 m wysokości o sezonowym ulistnieniu. Drewno barwy żółtej.
LiścieSezonowe, skrętoległe, pojedyncze, osadzone na cienkich i długich ogonkach, blaszka o gładkich brzegach lub drobno piłkowanych.
KwiatyZebrane szczytowy w bardzo rozgałęziony kwiatostan wiechowaty o nitkowatych szypułkach. Szypułki znacznie dłuższe (4 do 6 razy) od kwiatów, wydłużające się jeszcze po przekwitnieniu. Kielich z 5 działek jajowato-lancetowatych, trwałych. Płatków korony jest także 5, są one dwa razy dłuższe od działek. Pręcików jest 5, krótszych od płatków, o pylnikach jajowatych. Zalążnia jednokomorowa z pojedynczym zalążkiem, zwieńczona trójdzielną szyjką.
OwoceDrobne, spłaszczone, nagie lub owłosione pestkowce barwy ciemnoczerwonej lub brązowej.

## Systematyka
Rodzaj należy do podrodziny Anacardioideae w obrębie rodziny nanerczowatych Anacardiaceae.
Wykaz gatunków
- Cotinus carranzae Rzed. & Calderón
- Cotinus chiangii (D.A.Young) Rzed. & Calderón
- Cotinus coggygria Scop. – perukowiec podolski
- Cotinus kanaka (R.N.De) D.Chandra
- Cotinus nanus W.W.Sm.
- Cotinus obovatus Raf. – perukowiec amerykański[9]
- Cotinus szechuanensis Pénzes